# マイ・マン (浅川マキのアルバム)
『マイ・マン』は、浅川マキの通算13枚目のアルバム。1982年2月21日に東芝EMI - EXPRESS・レーベル（現：ユニバーサルミュージック合同会社内EMIレコーズ・ジャパンレーベル）より発売された。オリジナルLP盤規格品番：ETP-90154。

## 概要
- 前作より1年2か月ぶりのアルバム。収録曲全9曲中5曲が過去曲の再録音であり、再録音が多く見られるジャズ・アルバムの手法に近いアルバム。またライブ盤を除いたスタジオアルバムで、過去曲が再録音されるのは本作が初であり、これ以降のアルバムでは再録音が多数行われることになる。
- 「浅川マキのジャズ時代の名作中の名作。」[1]
- 1993年4月7日に、東芝EMIおよびアルファレコードの “音蔵シリーズ” の一枚として初CD化された。10曲目に「マイ・マン（Another Version）」と題して、シングル・ヴァージョン（1993年の新録音ではない→#後述）をボーナス・トラックとして追加した計10曲でタイトルを『マイ・マン+1』として発売。
- 2011年1月に、1970年代のアルバム10作、6月に本作を含む1980年代のアルバム14作がデジタルリマスタリングされた音源に、オリジナルLP盤の歌詞（歌詩）カード（一部の作品に例外、及び色や紙質などの差異あり）、レコードレーベルを再現した紙ジャケット仕様で復刻（初CD化作品含む）。ただし、帯は紙ジャケットシリーズで新たにデザインされたものに統一され、オリジナルレコード帯は再現されていない。また『WHO'S KNOCKING ON MY DOOR』（1983年）以降はオリジナルレコード盤に元々帯がなく、帯代わりのステッカーが添付されていたが、こちらも再現されていない。
- 1993年『マイ・マン+1』は「マイ・マン（シングル・ヴァージョン）」を追加して10曲だったが、2011年紙ジャケット盤はオリジナルレコード盤と同じ9曲構成で発売された。

## 収録曲

### Side A
1. マイ・マン　My Man
  - 日本語詞[2]：浅川マキ／作詞：CHARLES JACQUES MARDOCHEE－WILLEMETZ ALBERT LUCIEN／
作曲：MAURICE YVAIN

8thシングル（A面）としてアルバムと同時発売。未表記だがアルバム・ヴァージョンで収録。
※オリジナルは1916年のミスタンゲット。ビリー・ホリデイの歌唱で知られる作品。
2. 港町
  - 作詩：Langston Hughes／作曲：山下洋輔／日本語詩：斎藤忠利

  - JASRACデータベース上では、作詞：斉藤忠利／作曲：山下洋輔 と登録されている

※再録音。初出はアルバム『MAKI VI』。
3. ちょっと長い関係のブルース
  - 作詞・作曲：浅川マキ

8thシングル「マイ・マン」（B面）としてアルバムと同時発売。
4. 貧乏な暮し
  - 作詞・作曲：浅川マキ
5. グッド・バイ
  - 作詞：浅川マキ／作曲：板橋文夫

### Side B
1. ふたりの女のうた
  - 作詞・作曲：浅川マキ

※再録音。初出はアルバム『流れを渡る』。当初のタイトル「二人の女のうた」から変更。
2. 今夜はおしまい
  - 作詞・作曲：浅川マキ

※再録音。初出はアルバム『MAKI VI』。
3. 夜
  - 作詞・作曲：浅川マキ

※再録音。初出はアルバム『灯ともし頃』。
4. ロンサム・ロード　LONESOME ROAD
  - 日本語詞：浅川マキ／作詞：GENE AUSTIN／作曲：NATHANIEL SHILKRET

※再録音。初出はアルバム『裏窓』。

### Bonus Track
『マイ・マン+1』CD盤/TOCT-6934収録
1. マイ・マン　My Man　(Another Version)
  - 日本語詞：浅川マキ／作詞：CHARLES JACQUES MARDOCHEE－WILLEMETZ ALBERT LUCIEN／
作曲：MAURICE YVAIN
  - オリジナル7インチシングル盤規格品番：ETP-17296。本アルバムと同時発売。

※Another Versionと表記されているが、シングル・ヴァージョンと同一音源。
　このシングル音源は『DARKNESS I』『シングル・コレクション』にも収録されている。
  - 幾つかの文献にて「新録音」との記載があるが、上述の通りアルバム音源とシングル音源は同時期の録音であり、新録音というのは誤りである。

## クレジット

### 演奏者
- 浅川マキ - Vocals
- 本多俊之（appears courtesy of King Record Co.,Ltd.） - A.Sax、S.Sax、Flute
- 渋谷毅 - Piano
- 川端民生 - Bass
- 杉本喜代志 - E.Guitar
- 森山威男 - Drums

### スタッフ
- 柴田徹 - Producer
- 水野久 - Director
- 吉野金次 - Recording & Mixing Engineer
- 中山大輔
- 入枝要平 - Second Engineer
- 田村仁 - Photographer
- 荒井博文 - Designer
- 北出敏久
- 持田昇一

### Special thanks
- 浅井樹之
- 橋詰希望
- 日高基美子
- 堀川真由美

## 発売形態
| 形態 | 発売日         | 品番       | 発売元                    | 備考 |
| ---- | -------------- | ---------- | ------------------------- | --- |
| LP   | 1982年02月21日 | ETP-90154  | 東芝EMI                   | オリジナル発売日。 |
| CT   | 1982年02月21日 | ZT28-1147  | 東芝EMI                   | ジャケット写真がLP、CDでは写っていない足部分まで写っている写真が使用されている。                                                        |
| CD   | 1993年04月07日 | TOCT-6934  | 東芝EMI                   | 【初CD化】 音蔵シリーズの1枚として。「マイ・マン（シングル・ヴァージョン）」を追加した全10曲。                                          |
| CD   | 2011年06月15日 | TOCT-27072 | EMIミュージック・ジャパン | 【CD再発】※完全限定生産盤 2011年デジタルリマスタリング/紙ジャケット仕様。全9曲。 歌詞カードの紙質がオリジナルレコード盤と異なっている。 |